# Asuades
Asuades, ou Alasuade (al-Aswad) em árabe, foi um sarraceno do século VI, ativo sob o reinado do imperador Justiniano (r. 527–565). Sabe-se que durante o tempo que Cirilo esteve no Mosteiro de Eutímio (544–555), ele ocupou a posição de filarco. Apesar disso, entrou em conflito com o rei gassânida pró-bizantino Aretas V (r. 528–569). Talvez esse Asuades seja descendente do filarco homônimo ativo décadas antes.